# Руфус Сьюелл
Руфус Сьюелл (англ. Rufus Frederik Sewell; нар. 29 жовтня 1967, Твікенем, Англія) — британський актор театру, кіно і телебачення популярний за ролями у фільмах «Темне місто» (1998), «Ілюзіоніст» (2006) та серіалах «Людина у високому замку» і «Дипломатка».

## Раннє життя
Руфус Сьюелл народився в сім'ї валлійської художниці та класично освіченої піаністки, на ім'я Джо та англо-австралійського аніматора Вільяма Джона Фредеріка Сьюелла. Його батьком насамперед відомий, як один з аніматорів кліпів «Lucy In the Sky With Diamonds» та «Yellow Submarine» для Beatles. Коли Руфусу було п'ять років, його батьки розлучилися, а у 10 років він втратив батька. За власними словами Руфуса, в юності він був складним підлітком.
Сьюелл здобув початкову освіту в Трафальгарській молодшій школі в Твікенгемі, яку закінчив у 1978 році. Під час навчання брав участь у шкільному драматичному гуртку, де зіграв головну роль у п'єсі «Румпельштильцхен». Після цього продовжив освіту в середній школі Orleans Park School, яку залишив у 1984 році. Вчитель драми порекомендував йому пройти прослуховування до театральної школи, що привело його до вступу у Центральну школу сценічної мови та драматичного мистецтва в Лондоні. Він протримався там три роки, паралельно підробляючи сміттярем, доглядачем у музеї та теслею.

## Кар'єра
Сьюелл підписав перший професійний агентський контракт завдяки акторці Джуді Денч, яка помітила його під час вистави в акторській школі. На великому екрані Сьелл дебютував у стрічці «Двадцять один» 1991 року. Однак проривом для актора став 1993 рік, коли він отримав головну роль у провокаційному фільмі Майкла Віннера «Брудний вікенд». Цього ж року відбувся його дебют на лондонській сцені у п'єсі «Making it better», який приніс йому премію Товариства театральних критиків Лондона" у номінації «Найкращий новачок». Також у 1993 році Сьюелл отримує головну роль Септимуса Ходжа в оригінальному складі п'єси Тома Стоппарда «Аркадія». За цю роль Сьюелл був номінував на премію Лоренса Олів'є.
У 1994 році Сьюелл зіграв роль Вілла Ладіслава в екранізації роману Джорджа Еліота «Міддлмарч».
Згодом Сьюелл з'явився в таких фільмах, як «Темне місто», «Дивовижне добродійство» та «Ілюзіоніст». Також він відомий своїми ролями лиходіїв у фільмах «Історія лицаря», «Легенда Зорро», «Олена Троянська» та інших. Однак актор висловлював незадоволення через постійне виконання таких персонажів — «я не хочу знову грати лиходія».
Попри те, що він найбільш відомий своєю роботою в костюмованих драмах, Сьюелл надає перевагу ролям в сучасних п'єсах, таким як роль Петручіо у версії BBC «Приборкання норовливої» Шекспіра 2005 року, за яку він отримав номінацію на BAFTA.
У 2009 році актор знявся в фільмі «Downloading Nancy», який викликав суперечки на кінофестивалі «Санденс», адже глядачі покинули зал недодивившись фільму. Сам Сьюелл висловлював гордість за свою роль: «Цим фільмом я дуже пишаюся, незалежно від того, чи вважаєте ви його невдалим, чи успішним, подобається він вам чи ні. Я пишаюся тим, що в ньому знявся».
У 2010 році він з'явився в фільмі «Турист» разом з Анджеліною Джолі та Джонні Деппом, а у 2012 році виконав роль головного вампіра у фільмі «Президент Лінкольн: Мисливець на вампірів».
Велику популярність актору принесла роль у серіалі Amazon «Людина у високому замку», яка стала адаптацією однойменного роману Філіпа К. Діка.

## Особисте життя
Руфус Сьюелл був одружений тричі. Його першою дружиною була австралійська журналістка Ясмін Абдалла. Вони одружилися у 1999 році та розлучилися у 2000 році. Його другою дружиною стала сценаристка і продюсерка Емі Гарднер, з якою він одружився у 2004 році та розлучився у 2006 році. У 2002 році у них народився син Вільям Дуглас Сьюелл. Окрім сина, у Сьюелла є донька Лола від стосунків з Амі Комаї, яка народилась у 2013 році.
У грудні 2023 року Сьюелл заручився з американською акторкою Вівіан Бенітез, а в липні 2024 року вони одружилися.

## Фільмографія
| Рік       |   | Назва українською                         | Оригінальна назва                        | Роль                                         |
| --------- | - | ----------------------------------------- | ---------------------------------------- | -------------------------------------------- |
| 1991      | ф | Двадцять один                             | Twenty-One                               | Боббі                                        |
| 1992—1994 | с |                                           | Screen Two                               | Майк Костейн/Клайв                           |
| 1993      | ф | Брудний вікенд                            | Dirty Weekend                            | Тім                                          |
| 1994      | с | Вітер змін                                | Middlemarch                              | Вілл Ладіслав                                |
| 1994      | ф |                                           | Citizen Locke                            | курсант Кларк                                |
| 1994      | ф |                                           | A Man of No Importance                   | Роббі Фей                                    |
| 1994      | ф |                                           | A Night with a Woman, a Day with Charlie | Чарлі                                        |
| 1995      | ф | Незатишна ферма                           | Cold Comfort Farm                        | Сет Старкаддер                               |
| 1995      | ф | Каррінгтон                                | Carrington                               | Марк Гертлер                                 |
| 1995      | ф |                                           | Victory                                  | Мартін Рікардо                               |
| 1995      | с |                                           | Performance                              | Гаррі Персі (в епізоді Henry IV, Part 1)     |
| 1996      | ф |                                           | Hamlet                                   | Фортінбрас                                   |
| 1997      | ф |                                           | The Woodlanders                          | Жіль Вінтербурн                              |
| 1998      | ф | Чесна куртизанка                          | Dangerous Beauty                         | Марко Веньєр                                 |
| 1998      | ф | Темне місто                               | Dark City                                | Джон Мердок                                  |
| 1998      | ф | Дещо про Марту                            | Martha, Meet Frank, Daniel and Laurence  | Френк                                        |
| 1998      | ф | Іллюміната                                | Illuminata                               | Домінік                                      |
| 1998      | ф | Маєток                                    | At Sachem Farm                           | Рос                                          |
| 1999      | ф |                                           | In a Savage Land                         | Мік Карпентер                                |
| 2000      | с | Арабські пригоди                          | Arabian Nights                           | Алі Баба                                     |
| 2000      | ф | Благослови дитину                         | Bless the Child                          | Ерік Старк                                   |
| 2001      | ф | Історія лицаря                            | A Knight's Tale                          | граф Адемар                                  |
| 2001      | ф | Жах з безодні                             | Mermaid Chronicles Part 1: She Creature  | Енгус                                        |
| 2002      | ф | Екстремали                                | Extreme Ops                              | Ієн                                          |
| 2003      | с | Єлена Троянська                           | Helen of Troy                            | Агамемнон                                    |
| 2003      | с | Останній король                           | Charles II: The Power & the Passion      | Карл II                                      |
| 2004      | ф |                                           | Taste                                    | Майкл Кулман                                 |
| 2005      | ф | Легенда Зорро                             | The Legend of Zorro                      | Арманд                                       |
| 2005      | с | Шекспір на новий лад                      | ShakespeaRe-Told                         | Петруччо (в епізоді The Taming of The Shrew) |
| 2006      | ф | Трістан та Ізольда                        | Tristan + Isolde                         | король Марк                                  |
| 2006      | ф | Ілюзіоніст                                | The Illusionist                          | кронпринц Леопольд                           |
| 2006      | ф | Париж, я люблю тебе                       | Paris, je t'aime                         | Вільям                                       |
| 2006      | ф | Дивовижне добродійство                    | Amazing Grace                            | Томас Кларксон                               |
| 2006      | ф | Відпочинок за обміном                     | The Holiday                              | Джаспер                                      |
| 2008      | ф | Завантажуючи Ненсі                        | Downloading Nancy                        | Альберт                                      |
| 2008      | с | Джон Адамс                                | John Adams                               | Олександр Гамільтон                          |
| 2008      | ф |                                           | Vinyan                                   | Пол Беллмер                                  |
| 2008—2009 | с |                                           | Eleventh Hour                            | доктор Джейкоб Гуд                           |
| 2010      | с | Стовпи землі                              | The Pillars of the Earth                 | Том Будівельник                              |
| 2010      | ф | Турист                                    | The Tourist                              | англієць                                     |
| 2012      | ф | Президент Лінкольн: Мисливець на вампірів | Abraham Lincoln: Vampire Hunter          | Адам                                         |
| 2012      | с |                                           | Parade's End                             | преподобний Дьючмін                          |
| 2012      | с |                                           | Restless                                 | Лукас Ромер                                  |
| 2012      | ф | Готель «Нуар»                             | Hotel Noir                               | Фелікс                                       |
| 2013      | ф | Всі речі для всіх людей                   | All Things to All Men                    | Паркер                                       |
| 2014      | ф | Геркулес                                  | Hercules                                 | Автолік                                      |
| 2014      | ф |                                           | The Devil's Hand                         | Джейкоб Браун                                |
| 2015—2019 | с | Людина у високому замку                   | The Man in the High Castle               | Джон Сміт                                    |
| 2016      | ф | Боги Єгипту                               | Gods of Egypt                            | Уршу                                         |
| 2016—2017 | с |                                           | Victoria                                 | лорд Мельбурн                                |
| 2018      | с | Дивовижна місіс Мейзел                    | The Marvelous Mrs. Maisel                | Деклан Гавелл                                |
| 2019      | ф | Джуді                                     | Judy                                     | Сідні Лафт                                   |
| 2020      | с |                                           | The Pale Horse                           | Марк Істербрук                               |
| 2020      | ф | Батько                                    | The Father                               | Пол                                          |
| 2021      | ф | Час                                       | Old                                      | Чарльз                                       |
| 2023      | с | Калейдоскоп                               | Kaleidoscope                             | Роджер Салас                                 |
| 2023      | с | Дипломатка                                | The Diplomat                             | Гел Волер                                    |
| 2023      | ф |                                           | The Trouble with Jessica                 | Річард                                       |
| 2024      | ф | Сенсація                                  | Scoop                                    | принц Ендрю                                  |